# Список автомобилей НАМИ
Список автомобилей НАМИ перечисляет машины и их ходовые макеты автомашин, которые были разработаны в ГНЦ РФ ФГУП НАМИ.

## НАМИ-I

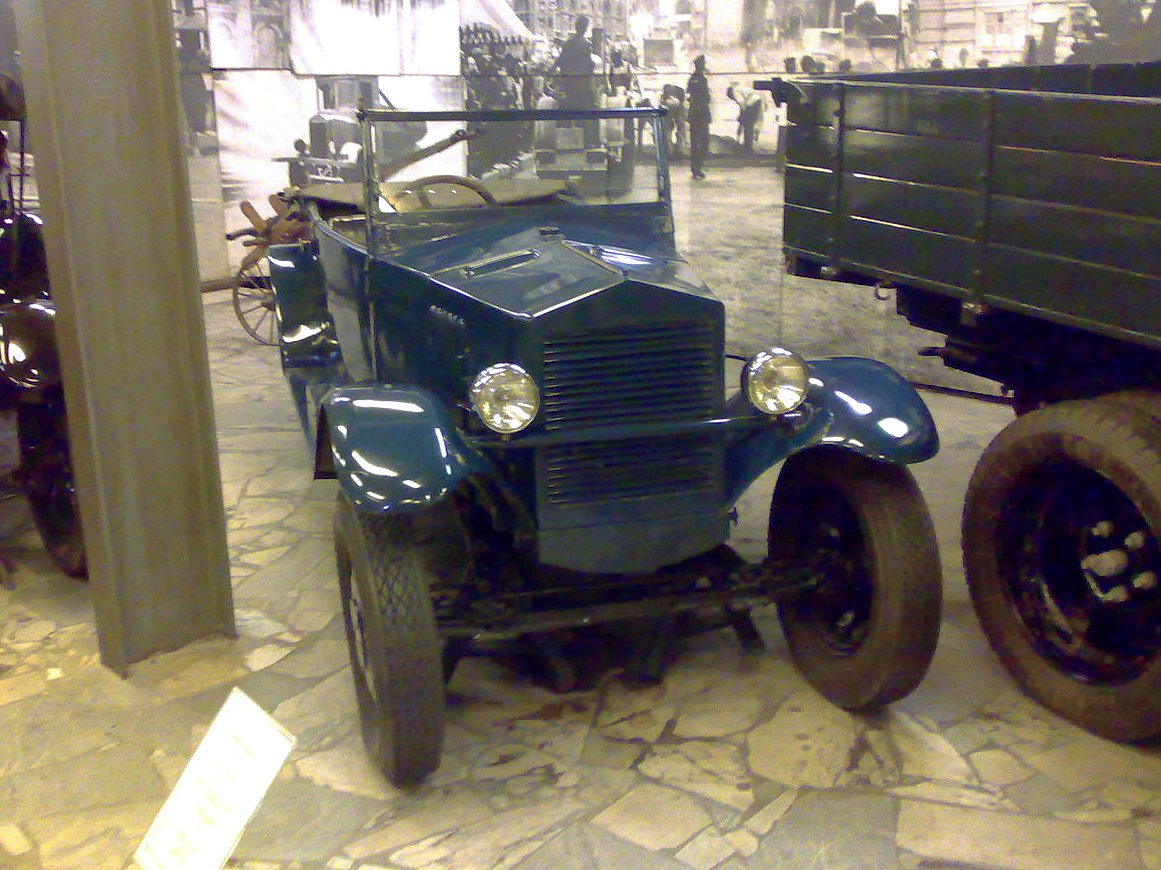
НАМИ-I

НАМИ-1 — первый легковой автомобиль, разработанный в СССР в 1927 году. Далее с 1931 по 1946 года НАМИ был переименован в Научный автотракторный институт, что отразилось в аббревиатуре продукции (НАТИ).

## НАТИ-II
НАТИ-2 — опытный малолитражный советский автомобиль, прототипы которого показали 7 ноября 1932 года в Москве .
В прототипы поставили 22-сильные моторы V4. НАТИ-2 планировали делать в Ижевске, на заводе Ижсталь, где было в достатке квалифицированных кадров. От планов производства этих автомобилей вскоре отказались.

## НАТИ-III

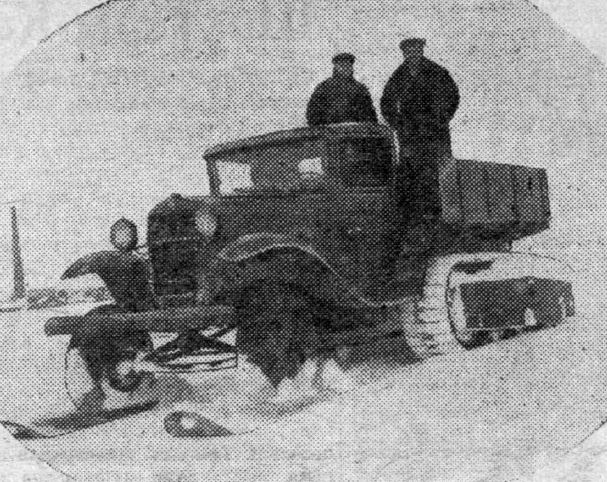
НАТИ-III

НАТИ-III — опытный советский вездеход (конструктор - Г. А. Сонкин). В 1-м номере журнала «За рулём» за 1933 год сообщалось: «универсальный вездеход, преодолевающий глубокие пески, снега и бездорожья осенних и весенних распутиц». Грузоподъёмность по снегу от 1 до 1.3 тонн, по бездорожью до 1.5 тонн, скорость до 35 км/ч. Гусеничная лента, натянутая между ведущими пневматическими колёсами, успешно вытаскивала автомобиль из грязи. Надёжность машины была невысокая, из-за чего серийный выпуск признали неперспективным.

## ГАЗ-ВМ (НАТИ-ВМ)

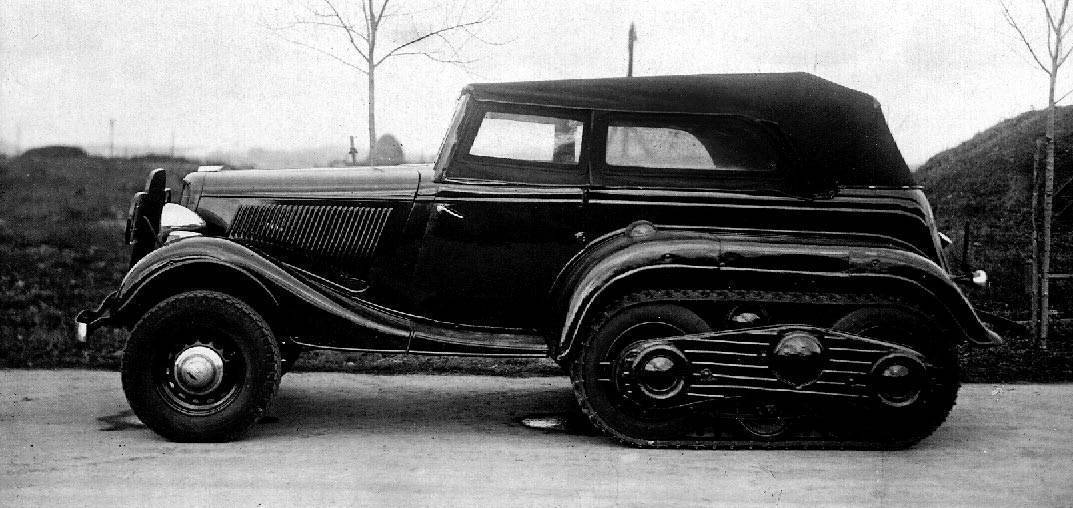
НАТИ-ВМ

Опытный советский полугусеничный автомобиль повышенной проходимости со съёмным гусеничным движителем. Создан в 1937 году НАТИ на базе серийного автомобиля ГАЗ-М-1. Серийно не выпускался. Всего было построено два экземпляра машины.

## НАМИ-050 «Белка»
НАМИ-050 «Белка» — опытный советский малолитражный автомобиль вагонной компоновки с откидывающейся вперёд передней дверью по образцу Isetta.
В 1955 году заместитель главного конструктора Ирбитского мотоциклетного завода Фёдор Реппих обратился в НАМИ с предложением создания самого дешёвого сверхкомпактного народного автомобиля в СССР. Потребность в этом автомобиле была велика. Не очень дорогой автомобиль был бы более вместительным, приспособленным для климата, удобнее. Руководство НАМИ приняло предложение, и у Юрия Долматовского, Владимира Арямова появилась возможность воплотить свои мечты в настоящем автомобиле.
Сухая масса автомобиля — 500 кг, вместимость — 5 человек, расход топлива — около 5 л/100 км (по плану), объём двигателя — 0,5 л (по плану). В машину поставили серийный мотоциклетный мотор рабочим объёмом 0,75 л и мощностью 23 л. с. с вентилятором принудительного охлаждения, модернизированную КПП автомобиля «Москвич-401», 10-дюймовые колёса.
Два прототипа собрали в Ирбите и осенью 1955 года доставили по железной дороге, в багажном вагоне в Москву, где её встречали советские журналисты и сотрудники НАМИ.
В расчёте на массовое производство использовались серийные агрегаты и узлы, но со взаимодействием компонентов возникали сложности. Главной машиной проекта должен был стать вариант с закрытым кузовом, откидывающимся передком для посадки на передние сиденья и одной боковой дверью для пассажиров второго ряда. Однако откидывающаяся конструкция постоянно протекала на испытаниях. Планировали и упрощённый вариант: без дверей, с тентом или возможностью установить пластиковый колпак сверху.
Предполагалось, что машина станет серийной. Однако на заседании Совета министров СССР 30 января 1957 года  было принято решение создавать новый малолитражный заднемоторный автомобиль на основе кузова Fiat 600 и с автомобильным четырёхцилиндровым двигателем, а опытные образцы НАМИ-050 были уничтожены. В дальнейшем НАМИ совместно с МЗМА разработали автомобиль «Москвич-444»,  запущенный в производство как «ЗАЗ-965».

## НАМИ-055
НАМИ-055 — автомобиль-амфибия, сделанная в 1958 году. В амфибии применили агрегаты от автомобиля Москвич-410, цельнометаллический обтекаемый корпус, убиравшиеся в ниши колеса, гребной винт с редуктором и плоское днище. При полной нагрузке в 1500 кг амфибия разгонялась по воде до 12 км/ч. На следующей модификации автомобиля появились подводные крылья для увеличения скорости. Под руководством Ростислава Алексеева амфибия разогналась до 55 км/ч.

## НАМИ — С-3/С-3М
НАМИ — С-3/С-3М — опытные вездеходы, созданные в начале 1960-х годов с пневмо— гусеничным движителем. В конструкции применили замкнутые армированные ленты, оснащённые множеством пневматических камер с внутренним давлением 0,2—0,6 кгс/см².
Вездеходы продемонстрировали бесшумный, плавный ход, но на скорости более 40 км/ч гусеницы перегревались и спадали. Максимальная скорость машин по шоссе — 65 км/ч, снаряжённая масса — около 2 тонн. Нареканий по надёжности вездеходов было много, а поэтому в производство их не пустили.
В разработке участвовали специалисты завода «Красный треугольник» и МВТУ имени Баумана.

## НАМИ-0107
НАМИ-0107 — опытный советский автомобиль с передним приводом. Кузов для автомобиля взяли у ЗАЗ-966. Двигатель — от автомобиля Москвич-408 мощностью 50 л. с. Коробка передач — оригинальная, но с использованием серийных деталей, сделанная в одном картере с мотором. Двигатель поставили поперечно. Передняя подвеска была на поперечных рычагах, задняя — торсионная, с возможностью менять дорожный просвет. Приводы выполнили на основе карданных крестовин ЗАЗ-966. НАМИ-0107 выехал на испытания летом 1966 года, но на этих испытаниях автомобиль постоянно ломался, перегревался мотор, текло масло. 

## НАМИ-0106
НАМИ-0106 — образец сочленённого вездехода с четырьмя гусеницами, построенный в ходе исследований пневмогусеничных движителей в 1965 году. Тягач и активный прицеп соединялись сцепкой. Первая секция вездехода была ведущей. При необходимости включали привод задней секции. Поворот осуществлялся благодаря излому рамы. Мотор поставили от автомобиля ГАЗ-21 «Волга». Вездеход неплохо шёл по пересечённой местности, был способен держаться на воде, хорошо проезжал заснеженные подъёмы до 25 градусов. Однако плавать без гребного винта он нормально не мог, так как на воде гусеницы неэффективны. 
Недостатки машины: частая потеря гусениц при резких манёврах, малый дорожный просвет. Серийно вездеход не выпускался — все результаты, полученные при испытаниях, НАМИ использовал при разработке других образцов транспорта повышенной проходимости.

## НАМИ-0107Б
НАМИ-0107Б — опытный советский автомобиль переднеприводной автомобиль. Представлял собой итальянский хетчбэк Autobianchi Primula с оригинальным советским двигателем рабочим объёмом 1,1 л и мощностью 55 л. с. и изменённым передком. Автомобиль завершён в конце 1967 года.

## НАМИ-0132
НАМИ-0132 — экспериментальный ходовой макет автомобиля с передним приводом, созданный на базе Fiat 124. Для ускорения работы поставили двигатель мощностью 53 л. с. и объёмом 1,1 литра от Peugeot 204. Позже автомобиль ушёл на ВАЗ. Серийно не выпускался.

## ЛАЗ-360
ЛАЗ-360 — опытный советский переднеприводной автобус, сделанный в 1968 году. На низкопольном ЛАЗ-360 под сиденьем водителя установили АКПП и мотор ЗИЛ-375. Устанавливалась передняя независимая подвеска.

## НАМИ-0137
НАМИ-0137 — опытный советский автомобиль. Представлял собой ЗАЗ-966 с передней подвеской McPherson и немного изменённой отделкой салона. Машину оснастили серийным двигателем V4 от ЗАЗ воздушного охлаждения (0,9 л, 30 л. с.). Существовала версия с тем же мотором, но с водяным охлаждением (0,9 л, 43 л. с.).

## НАМИ-0173
НАМИ-0173 — опытный советский автомобиль, созданный в 1971 году. НАМИ-0173 — это, по сути, переднеприводной автомобиль ГАЗ-24 «Волга» с установленным продольно мотором от автомобиля Москвич-412. Позже НАМИ-0173 отправили в Горький. Там его вскоре разобрали.

## КрАЗ-250

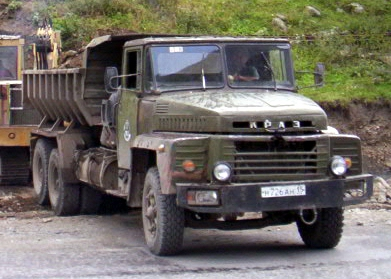
КрАЗ-250

## КрАЗ-260

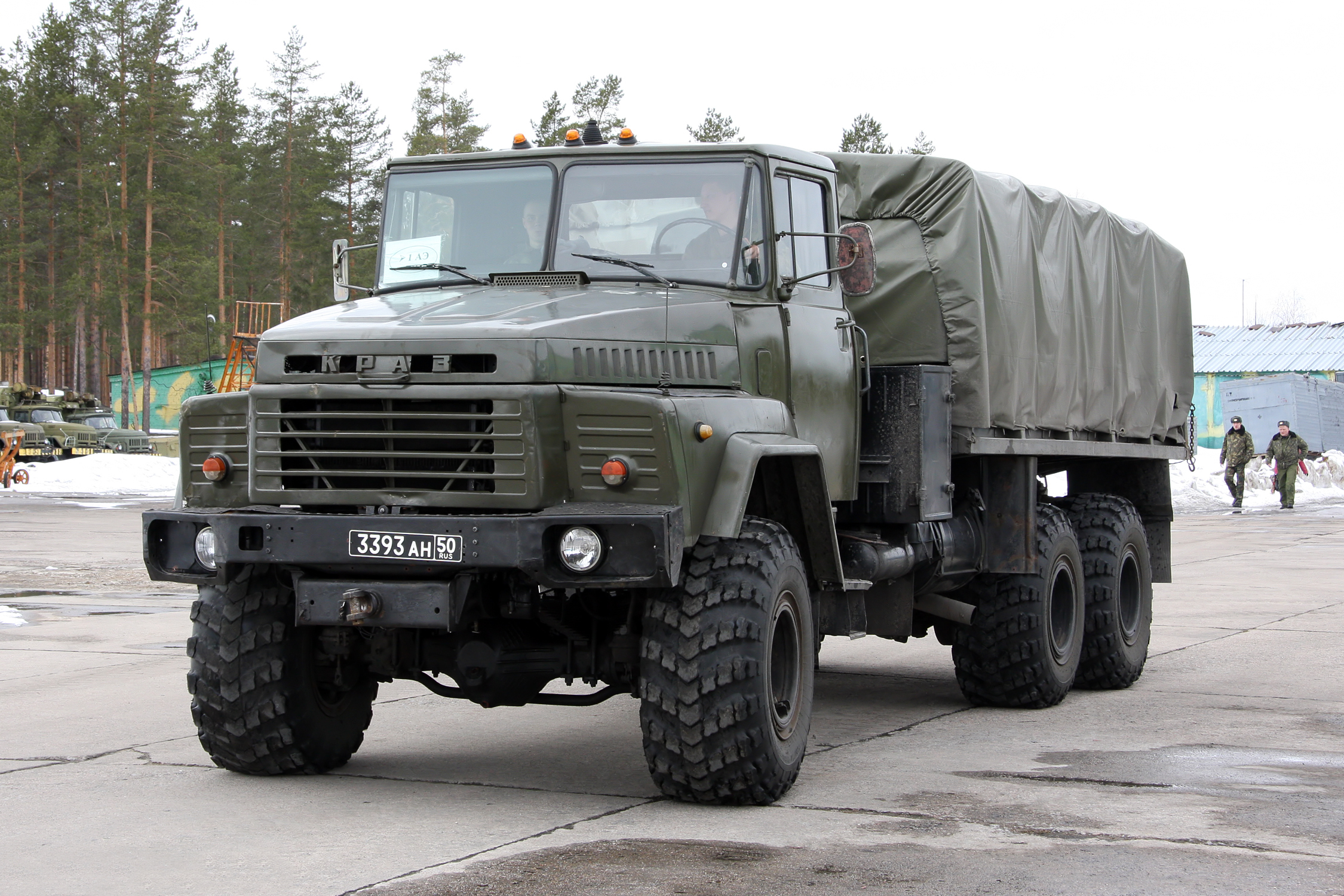
КрАЗ-260

## НАМИ-РАФ
НАМИ-РАФ — автомобили РАФ-2203 и РАФ-22031, оборудованные в НАМИ бензоводородной системой питания двигателя. В период с 1979 по 1984 год было выпущено несколько опытных образцов.

## НАМИ-0219
НАМИ-0219 — опытный советский автомобиль. Является одним из прототипов автомобиля ВАЗ-1111 «Ока». Прототип сделали из заднемоторного автомобиля Polski Fiat 126p, переставив его 23-сильный 650-кубовый двухцилиндровый мотор вперёд.

## НАМИ-0231
НАМИ-0231 — опытный советский автомобиль. Является одним из первых прототипов автомобиля ВАЗ-1111 «Ока» и первый переднеприводной советский автомобиль в этом классе. Имел собственный кузов. Появился в 1981 году.

## НАМИ-0266
НАМИ-0266 — опытный советский автомобиль. Является одним из прототипов автомобиля ВАЗ-1111 «Ока». Имел собственный кузов.

## НАМИ-0284 «Дебют»
НАМИ-0284 «Дебют» — советский концепт-кар, появившийся в 1987 году. В прессе тех лет писали, что автомобиль был сделан с расчётом на новое поколение автомобилей СССР «особо малого класса». Длина автомобиля — 3685 мм, база — 2360 мм, снаряжённая масса — 734 кг, мощность двигателя — 30 л. с. Машину оснастили тогда ещё несерийным двухцилиндровым мотором ВАЗ-1111. К этому двигателю инженеры НАМИ прикидывали турбонаддув, но эта идея так и осталась в планах. У «Дебюта» были тщательно проработанная аэродинамика (даже в сравнении с западными аналогами тех лет), компоновка и футуристический дизайн. Кузов представлял собой пространственную стальную раму с наружными пластиковыми панелями. Такая конструкция подразумевала применение разных панелей и возможность постройки автомобилей на единой основе, но с разным дизайном. Подвеска автомобиля была изготовлена по образцу ВАЗ-2108: упругая балка сзади и стойки McPherson спереди. НАМИ-0284 являлся не макетом, а тщательно проработанным с точки зрения инженерии настоящим автомобилем.

## НАМИ «Охта»

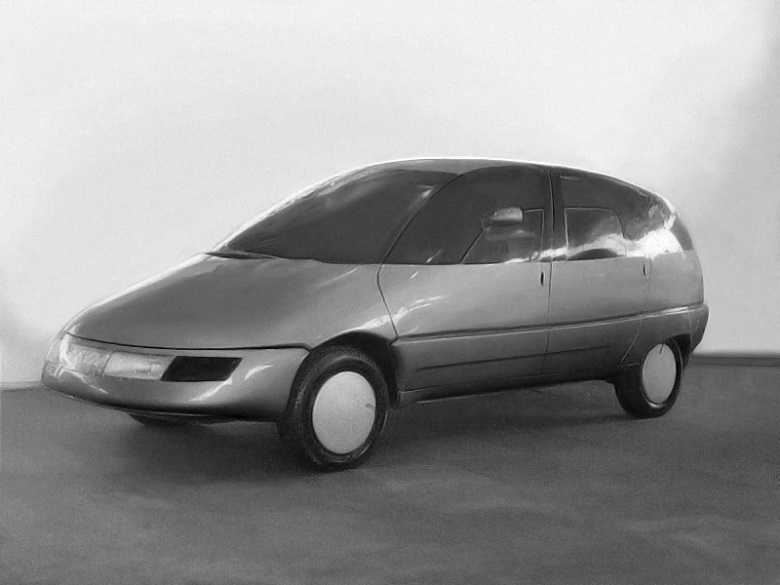
НАМИ «Охта»,1987 г.

НАМИ «Охта» — советский концепт-кар, созданный в 1987 году Дмитрием Парфёновым и Геннадием  Хаиновым, работавшими в ленинградском филиале НАМИ — «Лаборатории перспективного моделирования». Футуристический, близкий по стилистике к минивэнам, построенный на узлах ВАЗ-21083, с двигателем объёмом 1,5 литра был оснащён мультиплексной электропроводкой. В 1988 году Охту выставляли на автосалоне в Женеве. Сенсацией автомобиль не стал, но впечатление на прессу и публику произвёл.

## НАМИ-0286 «Тайфун»
НАМИ-0286 «Тайфун» — опытный советский грузовик, изготовленный в НАМИ в 1987 году под руководством Юрия Назарова. Машину с тщательно проработанной аэродинамикой оснастили прицепом НАМИ-0287, дисковыми тормозами всех колёс, новым на тот момент 500-сильным мотором ЯМЗ-8424 рабочим объёмом 17,2 л.

## НАМИ-0287
НАМИ-0287 — прицеп для опытного грузовика НАМИ-0286 «Тайфун».

## НАМИ «Дебют-II»
НАМИ «Дебют-II» — советский концепт—кар с мотором МеМЗ мощностью 53 л. с., объёмом 1,1 л, предназначенным для серийного автомобиля ЗАЗ-1102 «Таврия». Автомобиль также имел круиз-контроль советского производства, электровакуумный привод сцепления. Масса автомобиля снизилась по сравнению с НАМИ-0284 до 614 кг. Инженеры НАМИ прикидывали и 16-клапанную головку цилиндров к мелитопольскому мотору, но эта идея так и осталась в планах.

## НАМИ-0288 «Компакт»
НАМИ-0288 «Компакт» — советский концепт—кар, созданный в НАМИ в 1990 году. Каркас машины длиной 3330 мм и база 2280 мм весили 65 кг. Снаряжённая масса — 650 кг. Мотор — от автомобиля ЗАЗ-1102 «Таврия». В автомобиле, созданной большой командой специалистов во главе с Александром Мироновым, отвечавшим за компоновку, и Алексеем Пономарёвым, автором дизайна. В машине стояла подвеска с пневмоэлементами, позволявшая менять клиренс от 140 до 170 мм. Концепт-кар мог ездить не только на бензине, но и на водороде — на скорости до 70км/ч, в городе. Предполагалось, что водорода хватит на 150 — 170 км.

## Экстремист (автомобиль)
Экстремист — макет суперкара, показанный на выставке «Автоинициатива» в 1992 году. Создан при участии художника Александра Захарова. Постройку суперкара патронировала неназванная американская компания. У среднемоторного автомобиля был кузов из композитных материалов. Машина была рассчитана на аксиальный, семицилиндровый, с горизонтальными, расположенными, как патроны в барабане револьвера, цилиндрами и валом отбора мощности параллельно их оси мотор НАМИ-АР7.2 рабочим объёмом 4,65 литра и мощностью 180 л.с. при 3000 об/мин. Максимальную скорость планировали на уровне 300 км/ч. Предполагались также видеокамеры, навигация.

## KAMAZ-1221 ШАТЛ

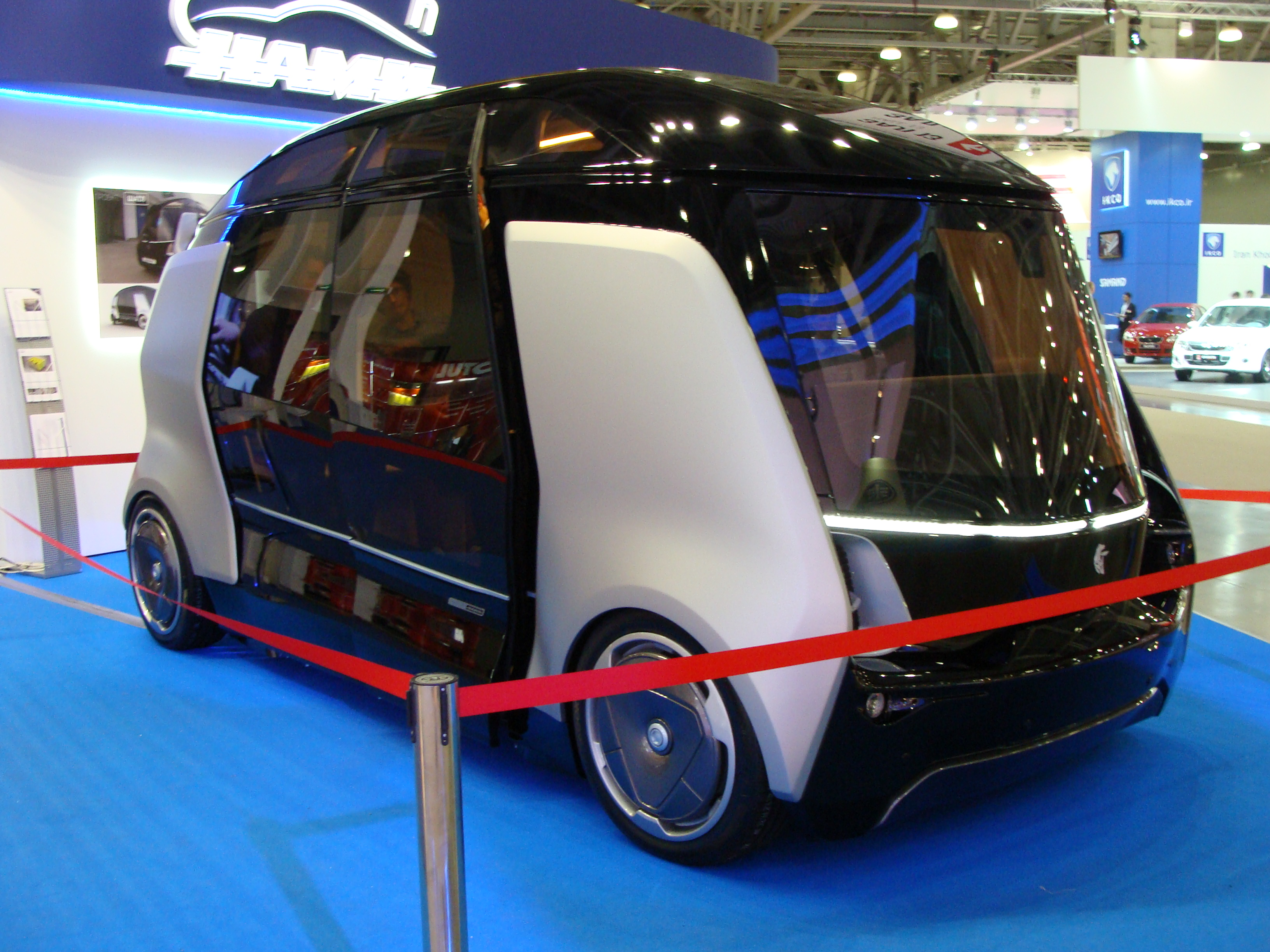
KAMAZ-1221 ШАТЛ